# Contea di Greenlee
La contea di Greenlee, in inglese Greenlee County, è una contea dello Stato dell'Arizona, negli Stati Uniti. La popolazione al censimento del 2000 era di 8.547 abitanti. Il capoluogo di contea è Clifton.

## Geografia fisica
Lo United States Census Bureau certifica che l'estensione della contea è di 4.787 km², di cui 4.784 km² composti da terra e i rimanenti 3 km² composti di acqua.

### Contee confinanti
- Contea di Apache - nord
- Contea di Catron (Nuovo Messico) - est
- Contea di Grant (Nuovo Messico) - est
- Contea di Hidalgo (Nuovo Messico) - sud-est
- Contea di Cochise - sud
- Contea di Graham - ovest

## Storia
La Contea di Greenlee venne costituita il 10 marzo 1909 e deve il suo nome a Mason (Masin) Greenlee (1835–1903), un minatore e uno dei primi colonizzatori della zona di Clifton. È la quattordicesima contea dell'Arizona ed è stata formata da parte del territorio della contea di Graham. Clifton ne è sempre stato il capoluogo.

## Comuni
- Clifton - (capoluogo) town
- Duncan - town
- Franklin - census-designated place
- Morenci - census-designated place
- York - census-designated place